# Móra la Nova
Móra la Nova è un comune spagnolo di 2 832 abitanti situato nella comunità autonoma della Catalogna.